# Sebastian Starke Hedlund
Björn Sebastian Starke Hedlund (Stoccolma, 5 aprile 1995) è un calciatore svedese, difensore dell'Öster.

## Carriera

### Club
Starke Hedlund ha giocato nelle giovanili dell'Älvsjo AIK, per poi entrare in quelle del Brommapojkarna. Nel 2012 è entrato nei ranghi dei tedeschi dello Schalke 04. Il 30 agosto 2014 ha esordito con la squadra riserve del club, militante in Regionalliga: ha sostituito Donis Avdijaj nella vittoria per 2-3 arrivata sul campo del Siegen.
A luglio 2015 è tornato in Svezia per giocare nel GAIS, in Superettan. Ha debuttato in squadra il 18 luglio, schierato titolare nella vittoria per 0-2 maturata in casa dell'AFC United.
Il 7 novembre 2015 è stato reso noto il suo trasferimento al Kalmar, a cui si è legato con un accordo triennale valido a partire dal 1º gennaio successivo. Il 2 aprile ha giocato allora il primo incontro in Allsvenskan, in occasione della sconfitta interna patita contro lo Jönköpings Södra, col punteggio di 0-1. Ha chiuso la stagione con 11 presenze nella massima divisione locale.
Il 15 marzo 2017 è stato ceduto al Varberg con la formula del prestito. Ha esordito con questa casacca il 7 aprile, schierato titolare nella sconfitta per 2-1 in casa dell'Örgryte. Starke Hedlund ha fatto ritorno al Kalmar il 26 giugno 2017, rimanendo in rosa per il resto della stagione.
Il 28 marzo 2018 è stato nuovamente ceduto in prestito, stavolta ai norvegesi del Mjøndalen, fino al 15 luglio.

### Nazionale
Starke Hedlund ha rappresentato la Svezia a livello Under-17, Under-19, Under-21 ed olimpico.

## Statistiche

### Presenze e reti nei club
Statistiche aggiornate al 28 marzo 2018.
| Stagione       | Club          | Campionato    | Campionato | Campionato | Coppe nazionali | Coppe nazionali | Coppe nazionali | Coppe continentali | Coppe continentali | Coppe continentali | Supercoppe | Supercoppe | Supercoppe | Totale | Totale |
| Stagione       | Club          | Comp          | Pres       | Reti       | Comp            | Pres            | Reti            | Comp               | Pres               | Reti               | Comp       | Pres       | Reti       | Pres   | Reti   |
| -------------- | ------------- | ------------- | ---------- | ---------- | --------------- | --------------- | --------------- | ------------------ | ------------------ | ------------------ | ---------- | ---------- | ---------- | ------ | ------ |
| 2014-2015      | Schalke 04 II | RL            | 8          | 0          | -               | -               | -               | -                  | -                  | -                  | -          | -          | -          | 8      | 0      |
| lug.-dic. 2015 | GAIS          | S             | 15         | 0          | CS              | 1               | 0               | -                  | -                  | -                  | -          | -          | -          | 16     | 0      |
| 2016           | Kalmar        | A             | 11         | 0          | CS              | 3               | 0               | -                  | -                  | -                  | -          | -          | -          | 14     | 0      |
| mar.-giu. 2017 | Varberg       | S             | 7          | 0          | CS              | 0               | 0               | -                  | -                  | -                  | -          | -          | -          | 7      | 0      |
| giu.-dic. 2017 | Kalmar        | A             | 1          | 0          | CS              | 0               | 0               | -                  | -                  | -                  | -          | -          | -          | 0      | 0      |
| Totale Kalmar  | Totale Kalmar | Totale Kalmar | 12         | 0          |                 | 3               | 0               |                    | -                  | -                  |            | -          | -          | 15     | 0      |
| 2018           | Mjøndalen     | 1D            | 0          | 0          | CN              | 0               | 0               | -                  | -                  | -                  | -          | -          | -          | 0      | 0      |
| Totale         | Totale        | Totale        | 42         | 0          |                 | 4               | 0               |                    | -                  | -                  |            | -          | -          | 46     | 0      |

## Palmarès

### Club

#### Competizioni nazionali
- Campionato islandese: 1

Valur: 2020